# Ligidium tenue
Ligidium tenue là một loài chân đều trong họ Ligiidae. Loài này được Budde-Lund miêu tả khoa học năm 1885.